# خدمة النقل الذكي في الخلفية
خدمة النقل الذكي في الخلفية (بالإنجليزية: Background Intelligent Transfer Service)‏ هو أحد مكونات نظام التشغيل مايكروسفت ويندوز إكس بي والتكرارات اللاحقة لأنظمة ويندوز، وهو يسهل النقل غير المتزامن والمرتّب حسب الأولوية والمخنق للملفات بين الأجهزة باستخدام النطاق الترددي للشبكة الخاملة. يتم استخدامه بشكل شائع في الإصدارات الأخيرة من ويندوز أبديت وMicrosoft Update وخدمات تحديث خادم Windows ومدير تكوين مركز النظام لتقديم تحديثات البرامج للعملاء، وماسح مايكروسوفت لمكافحة الفيروسات مايكروسوفت سكيورتي إسنشالز (إصدار لاحق من ويندوز ديفيندر) لجلبه تحديثات التوقيع، وتستخدمه أيضًا منتجات المراسلة الفورية من مايكروسوفت لنقل الملفات.
يتم عرض خدمة النقل الذكي في الخلفية من خلال نموذج كائن المكون (COM).
تستخدم خدمة النقل الذكي في الخلفية عرض النطاق الترددي الخامل لنقل البيانات. عادةً ما تنقل خدمة النقل الذكي في الخلفية البيانات في الخلفية ، أي إن خدمة النقل الذكي في الخلفية ستنقل البيانات فقط عندما يكون هناك نطاق ترددي لا تستخدمه التطبيقات الأخرى. كما يدعم خدمة النقل الذكي في الخلفية استئناف عمليات النقل في حالة حدوث اضطرابات.
يدعم الإصدار 1.0 من خدمة النقل الذكي في الخلفية التنزيلات فقط وابتداءا من الإصدار 1.5، بدأت خدمة النقل الذكي في الخلفية بدعم التنزيلات والتحميلات. تتطلب التحميلات خادم ويب خادمات معلومات الإنترنت ، مع امتداد خادم خادمات معلومات الإنترنت، على جانب الإستقبال.

## كيفية الإشتغال
تقوم خدمة النقل الذكي في الخلفية بنقل الملفات نيابة عن طلب التطبيقات بشكل غير متزامن، أي بمجرد أن تطلب إحدى التطبيقات خدمات خدمة النقل الذكي في الخلفية للنقل، ستكون حرة في القيام بأي مهمة أخرى، أو حتى التوقف. سيستمر النقل في الخلفية طالما كان اتصال الشبكة موجودًا ودخول مالك الوظيفة مسجلا. لا تتم مهام نقل خدمة النقل الذكي في الخلفية عندما لا يكون مالك الوظيفة مُسَجَّلا.
تُوقف خدمة النقل الذكي في الخلفية أي نقل مستمر عند فقد الإتصال بالشبكة أو إيقاف تشغيل نظام التشغيل. ويستأنف النقل من حيث تَوَقَّف عند (تشغيل الكمبيوتر لاحقًا) استعادة اتصال الشبكة كما يدعم خدمة النقل الذكي في الخلفية عمليات النقل عبر بروتوكولات مثل بروتوكول نقل النص الفائق وبروتوكول نقل النص التشعبي الآمن و SMB.